# Kaspar von Frundsberg
Kaspar von Frundsberg (Mindelheim, 5 luglio 1501 – Mindelheim, 31 agosto 1536) è stato un condottiero tedesco e signore di Mindelheim.

## Biografia

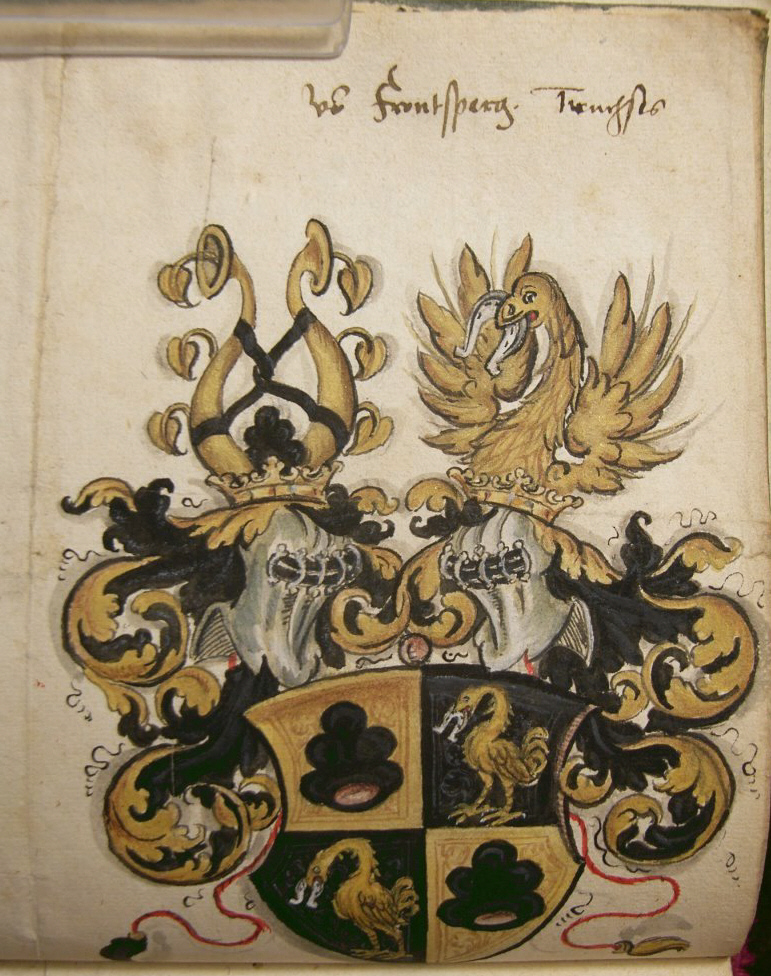
Stemma dei Frundsberg, XVI secolo

Figlio di Georg von Frundsberg e di sua moglie Katharina von Schrofenstein, nacque nel castello Mindelburg a Mindelheim in Bassa Algovia. Presumibilmente era il primogenito. Della sorella Anna von Frundsberg si conosce solo la data di morte (3 gennaio 1554). I dati relativi al fratello Melchior non sono certi.
Lo storico Adam Reusner nella sua Historia Herrn Georgen und Herrn Caspar v. Frundsberg sostiene che Kaspar partecipò alla campagna italiana di Carlo V contro papa Clemente VII. Aveva partecipato al sacco di Roma il 6 maggio 1527. Anche nella difesa di Pavia ha giocato un ruolo importante.
Rausner chiama Kaspar e suo padre Georg "capitani dell'imperatore tedesco", per la loro fedeltà incondizionata per l'Impero e il loro atteggiamento anti-papale.
A metà del 1528 tornò a casa. Il 2 maggio 1529 sposò Margarete von Firmian. Da questo matrimonio nacque una figlia di nome Catherine (nata nel 1530).
Frundsberg rimase sempre fedele all'imperatore anche negli anni successivi. Nel 1532 fu ingaggiato per la creazione di un esercito contro gli Ottomani. Quando nel 1536 scoppiò di nuovo la guerra con il re di Francia Francesco I, Frundsberg avrebbe dovuto seguire nuovamente le truppe in Italia. Tuttavia, durante i preparativi per la guerra, si ammalò gravemente. Morì il 31 agosto 1536 secondo l'unico rapporto affidabile, non per la febbre ma per gli effetti di un ictus cerebrale. Nonostante tutti gli sforzi, non fu fino ad allora in grado di uscire dall'ombra dell'influente padre George. La sua eredità in realtà verso suo figlio biologico Georg avuto con Margherita di Firmian, non è certa. In ogni caso, la linea di sangue dei signori di Frundsberg è terminata con la morte di Georg nel 1586.

## Discendenza
Da Margherita di Firmian ebbe tre figli:
- Urlico, morì giovane
- Gaspare, morì giovane
- Giorgio (?-1586), colonnello, sposò Barbara di Montfort.